# Savage 10FP
Savage 10FP снайперська гвинтівка з ковзним затвором, яку розробила компанія Savage Arms на базі гвинтівки Savage Модель 110. Є сім варіантів цієї гвинтівки, кожна має код "LE", що значить гвинтівка входить до серії Law Enforcement. Більшість гвинтівок серії 10FP мають AccuTrigger, матований, важкий плаваючий та рифлений ствол, велике руків'я затвора, зовнішній коробчастий магазин (на 4 набої), а також три поворотних шпильки для кріплення ременя та сошок.
Гвинтівка Savage 10FP відрізняється від гвинтівок Savage 110FP лише довжиною затвора та калібрами. 10FP позначений як "короткий затвор", це значить, що набої повинні бути довжиною, як набій .308 Winchester, в той час, як 110FP має позначення "довгий затвор" тобто тут потрібно використовувати набою довжиною, як набій .30-06 Springfield. Обидві гвинтівки мають ковзні, поворотні затвори, з незнімними магазинами та є моделі доступні для шульг.

## Спусковий гачок
10FP має розроблений компанією Savage Arms "Accutrigger". Цей спусковий гачок призначений для того, щоб дати стрільцю можливість встановлювати зусилля спускового гачка відповідно до індивідуальних переваг без необхідності платити зброяреві за його регулювання. Спусковий гачок можна регулювати від 6,5 до 26 Ньютонів.  Savage стверджує, що навіть при налаштуванні на найнижче значення AccuTrigger повністю безпечний і не може випадково вистрілити під час звичайного користування через струс чи падіння при обслуговуванні та регулюванні за призначенням. AccuTrigger пропонує відносно короткий час блокування в 1,6 мілісекунди, що сприяє точній стрільбі.

### Регулювання
Savage стверджує, що налаштування AccuTrigger – це простий процес. Зняття прикладу необхідне там, де потрібне обертання регулювальної пружини. Це досягається за допомогою інструменту, який постачає Savage. AccuTrigger має єдине місце регулювання та розроблено таким чином, щоб його неможливо було налаштувати нижче мінімального значення. Ця функція регулювання є ще одним прикладом вбудованої конструкції цієї гвинтівки. Регулювання дозволяє стрільцям налаштовувати гвинтівку відповідно до своїх особистих зручностей і вподобань, що допомагає підвищити точність.

## Поточні моделі
| Типи моделей Savage 10FP | Типи моделей Savage 10FP | Типи моделей Savage 10FP | Типи моделей Savage 10FP | Типи моделей Savage 10FP | Типи моделей Savage 10FP                                           | Типи моделей Savage 10FP |
| Модель No.               | Калібр                   | Загальна довжина         | Довжина ствола           | Вага                     | Приклад (з штифтами)                                               | Приціли |
| ------------------------ | ------------------------ | ------------------------ | ------------------------ | ------------------------ | ------------------------------------------------------------------ | --- |
| 10FP                     | .308 Win. .223 Rem.      | 40" 44"                  | 20" 24"                  | 8½ lb (3.9 kg)           | Чорний синтетичний                                                 | Місце для оптичного прицілу |
| 10FLP Left-handed        | .308 Win. .223 Rem.      | 44"                      | 24"                      | 8½ lb (3.9 kg)           | Чорний синтетичний                                                 | Місце для оптичного прицілу |
| 10FP Choate              | .308 Win. .223 Rem.      | 43¾"                     | 26"                      | 11¼ lb (5.1 kg)          | Чорний синтетичний складний приклад Choate з рейкою для аксесуарів | Місце для оптичного прицілу |
| 10FP Folding Choate      | .308 Win.                | 40.25"                   | 20"                      | 10½ lb (4.8 kg)          | Чорний синтетичний складний приклад Choate з рейкою для аксесуарів | Місце для оптичного прицілу |
| 10FP McMillan            | .308 Win.                | 46.5"                    | 24"                      | 10 lb (4.5 kg)           | Тактичний прилкда зі скловолокна McMillan                          | Місце для оптичного прицілу |
| 10FP HS Precision        | .308 Win.                | 43¾"                     | 24"                      | 10 lb (4.5 kg)           | Чорний синтетичний тактичний приклад HS-Precision                  | Місце для оптичного прицілу |
| 10FPXP HS Precision      | .308 Win.                | 46.25"                   | 24"                      | 11 lb (5.0 kg)           | Чорний синтетичний тактичний приклад HS-Precision                  | Чорний матовий приціл Leupold 3,5–10 × 40 мм із сіткою Mil Dot та відкидними кришками об'єктива, основою для планки Пікатінні Farrell, сошками Harris та міцним футляром Storm у комплекті. |